# Election Commission of Pakistan
Die Election Commission of Pakistan ist ein staatliches Organ in Pakistan. Die Aufgabe besteht in der Organisation und Durchführung von Wahlen und Volksabstimmungen. Gemäß pakistanischer Verfassung soll durch die Election Commission of Pakistan sichergestellt werden, dass Wahlen frei und fair verlaufen. Die Gründung erfolgte am 23. März 1956 in Islamabad.

## Liste der Mitglieder
| Liste der Mitglieder                | Liste der Mitglieder                  | Liste der Mitglieder                        |
| Name                                | Name                                  | Position                                    |
| ----------------------------------- | ------------------------------------- | ------------------------------------------- |
|                                     | Justice (R) Sardar Muhammad Raza      | Chief Election Commissioner of Pakistan     |
|                                     | Mr. Abdul Ghaffar Soomro              | Repräsentant der Provinz Sindh              |
|                                     | Mr. Justice (R) Altaf Ibrahim Qureshi | Repräsentant der Provinz Punjab             |
|                                     | Justice (R) Mst. Irshad Qaiser        | Repräsentant der Provinz Khyber Pakhtunkhwa |
| Election Commissioner der Provinzen | Election Commissioner der Provinzen   | Provinz                                     |
|                                     | Mr. Pir Maqbool Ahmad                 | Khyber Pakhtunkhwa                          |
|                                     | Mr. Sharif Ullah                      | Punjab                                      |
|                                     | Mr. Naiz Ahmed Baloch                 | Belutschistan                               |
|                                     | Mr. Yousaf Khattak                    | Sindh                                       |